# 三十三フィナンシャルグループ

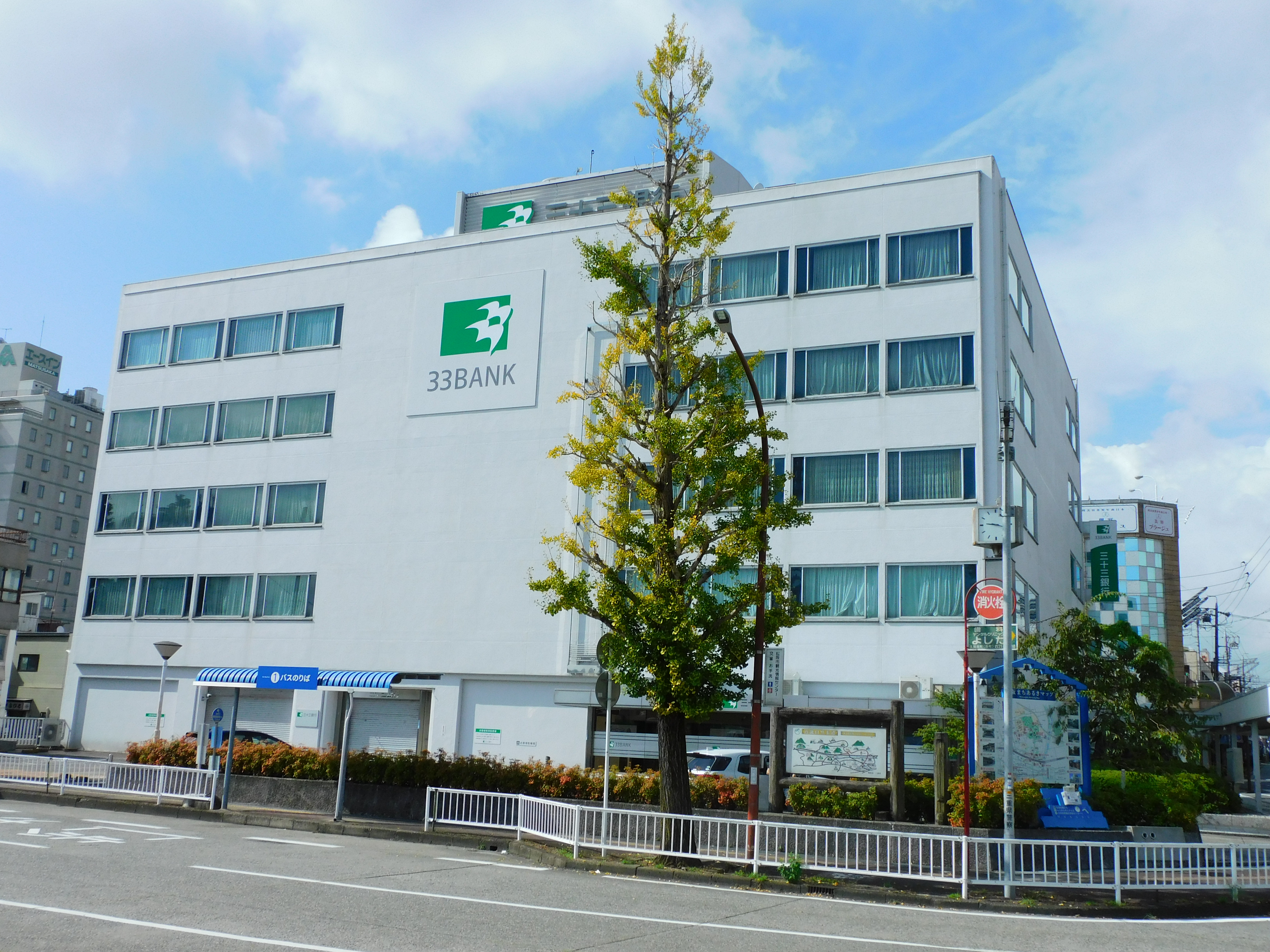
登記上の本店がある、三十三銀行松阪本店ビル

株式会社三十三フィナンシャルグループ（さんじゅうさんフィナンシャルグループ、英語: San ju San Financial Group, Inc.）は、三重県四日市市に本社がある金融持株会社である。三十三銀行を傘下に置く。
2018年4月2日に三重銀行と第三銀行の経営統合により、両社の持株会社として設立された。登記上の本社は三重銀行と同じ四日市市に設置する代わりに、登記上の本店は第三銀行と同じ松阪市に設置された。
社名の「三十三」は、三重銀行（三）と第三銀行（三）で三＋三（さんプラスさん）を三十三（さんじゅうさん）と読み替えたものである。なお、名称が似ていた国立銀行の第三十三国立銀行とは無関係である。

## 沿革
- 2017年（平成29年）
  - 2月28日 - 三重銀行と第三銀行が、2018年4月を目途に経営統合することで基本合意[5][6][7]。
  - 9月15日 - 三重銀行と第三銀行が、経営統合に関する最終契約を締結。
- 2018年（平成30年）4月2日 - 共同株式移転方式で持株会社「三十三フィナンシャルグループ (FG) 」を設立し両行を傘下に置く[8][9][3]。同日、東京証券取引所市場第一部および名古屋証券取引所市場第一部に株式を上場[1]。
- 2021年（令和3年）5月1日 - 第三銀行が三重銀行を吸収合併し、株式会社三十三銀行に商号変更。本店は四日市市の三重銀行本店に設置[10]。

## グループ企業
- 三十三銀行
  - 三十三リース
  - 三重リース
  - 三十三カード
  - 第三カードサービス
  - 三十三信用保証
  - 三重総合信用
  - 三十三コンピューターサービス
  - 三重銀コンピュータサービス
  - 三十三ビジネスサービス